# Campo (Venise)
Pour les articles homonymes, voir Campo.

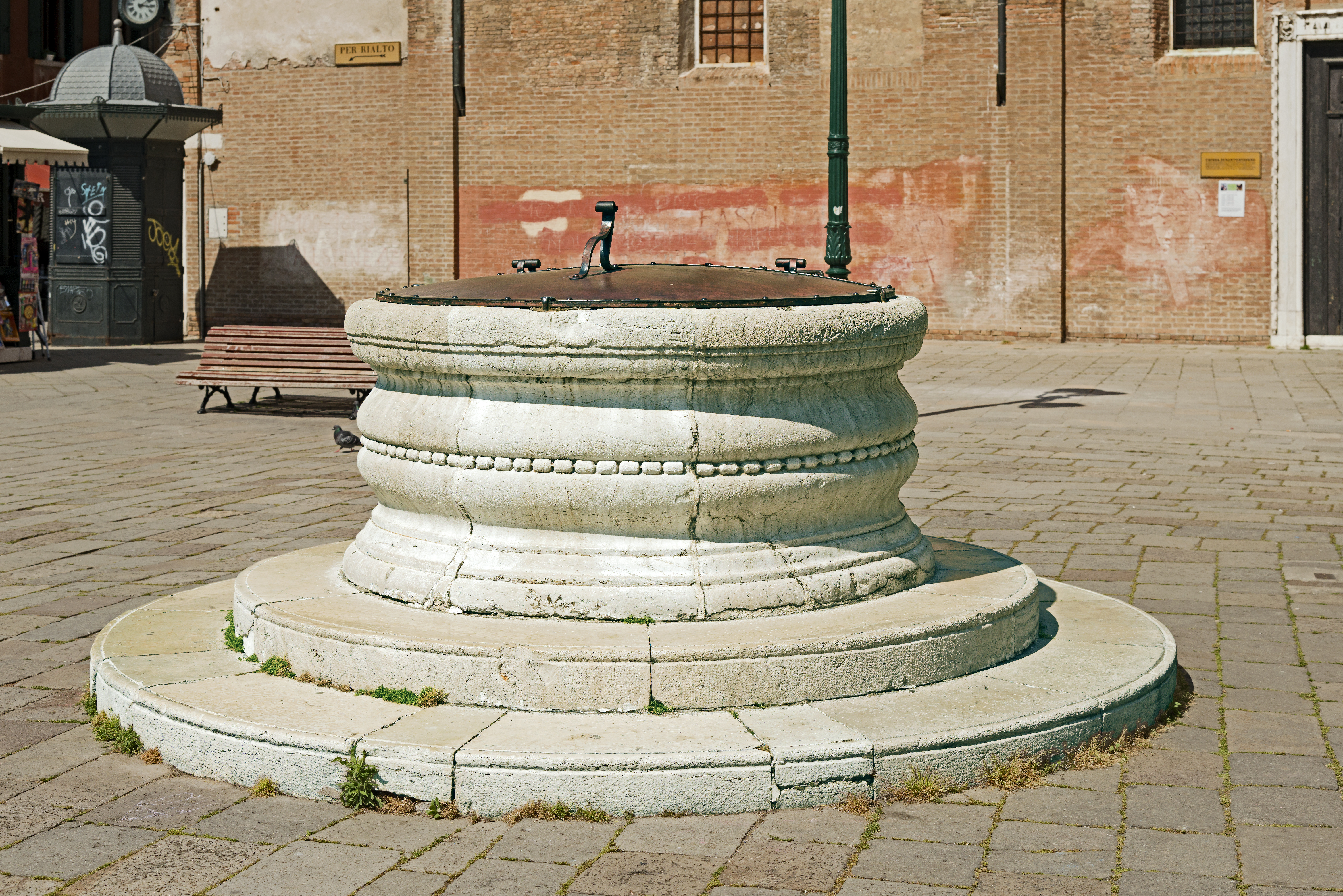
Puits sur le campo Santo Stefano.

Un campo (pluriel campi) est, à Venise, un espace ouvert entouré de bâtiments (c'est-à-dire similaire à une place).

## Urbanisme
À Venise, l'unique place à porter la dénomination de piazza est la place Saint-Marc : toutes les autres sont appelées campo ou campiello (si elles sont petites).

## Aspect social
Venise est initialement une ville polycentrique formée par un archipel d'îles où la vie sociale, commerciale et religieuse est à l'origine centrée sur les campi. Autour d'un campo gravitent de nombreuses activités quotidiennes : le marché, les artisans, l'église, les jeux des enfants et l'approvisionnement en eau. Les campi, ainsi que de nombreux campielli, possèdent en leur centre un puits stockant les eaux de pluie, unique source d'approvisionnement en eau de la ville avant la construction de canalisations.
Les campi les plus grands peuvent être le siège de manifestations en plein air : cérémonies religieuses, courses de taureaux, cirques, cortèges, tournois, discours. La centralisation progressive de Venise fait peu à peu disparaitre le rôle des campi comme lieux de rencontre. Les cérémonies sacrées et autres événements spectaculaires sont progressivement interdits sur les campi. En juin 1884, à la suite de la construction d'un aqueduc alimentant Venise en eau, les puits sont définitivement fermés, provoquant la fin de la fonction communautaire principale des campi.

## Noms
La quasi-totalité des campi vénitiens portent le nom de l'église ou du palais qui y sont situés. D'autres tirent leur nom d'une activité particulière, comme le campo della Lana (laine) à Santa Croce, ou plus récemment de personnages historiques, comme le campo Manin ou le campo Bandiera e Moro.

### Cannaregio

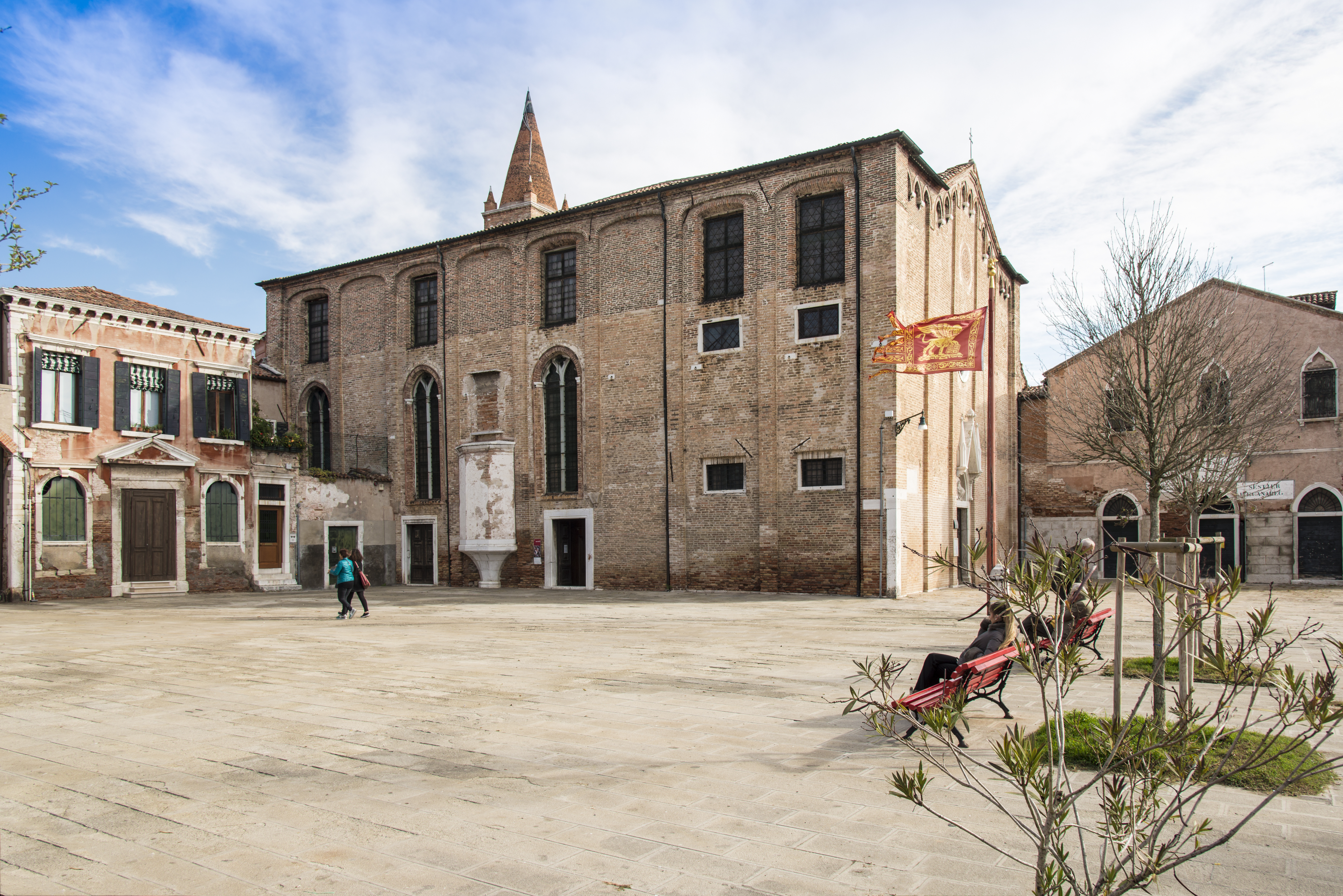
Campo Sant'Alvise
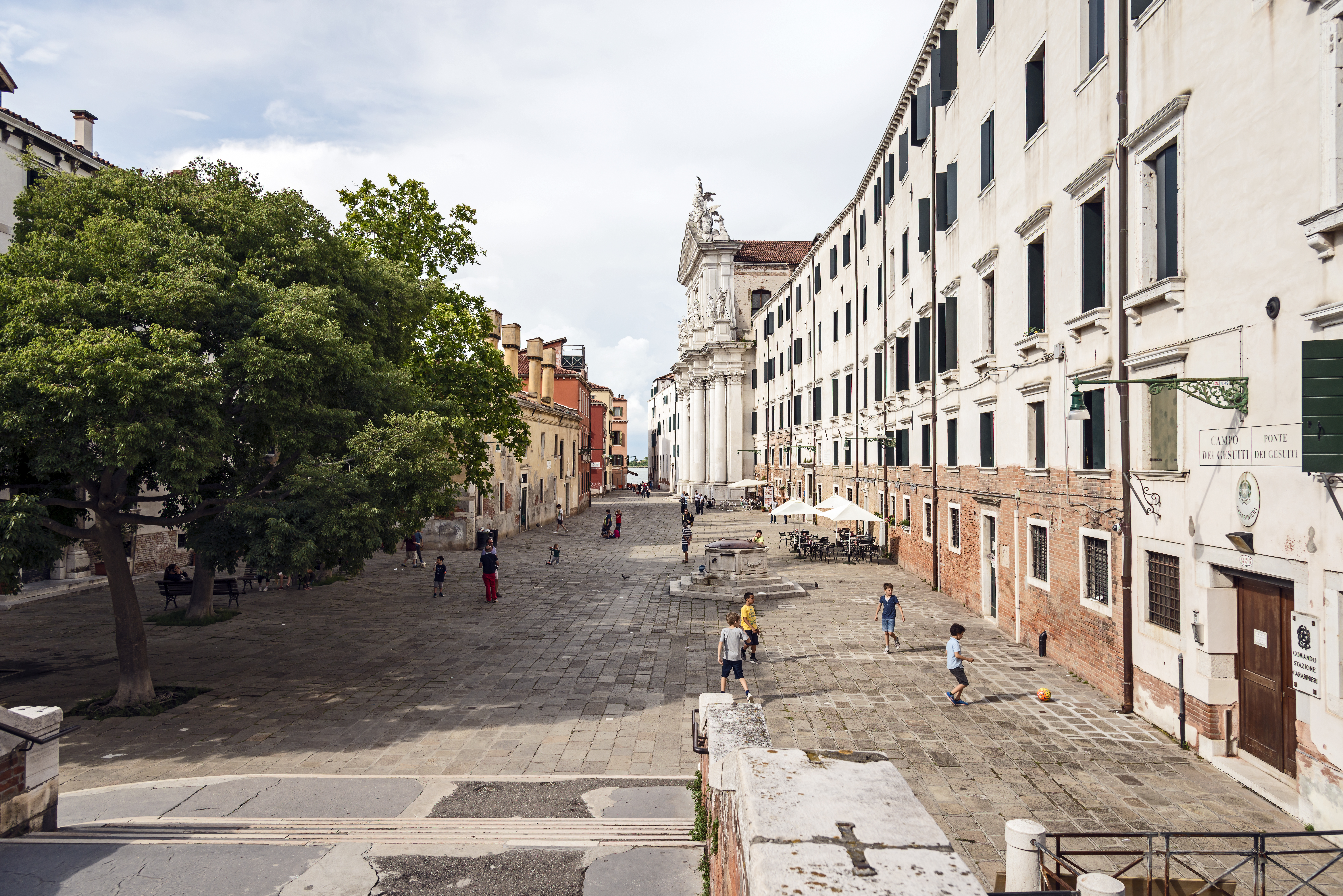
Campo dei Gesuiti
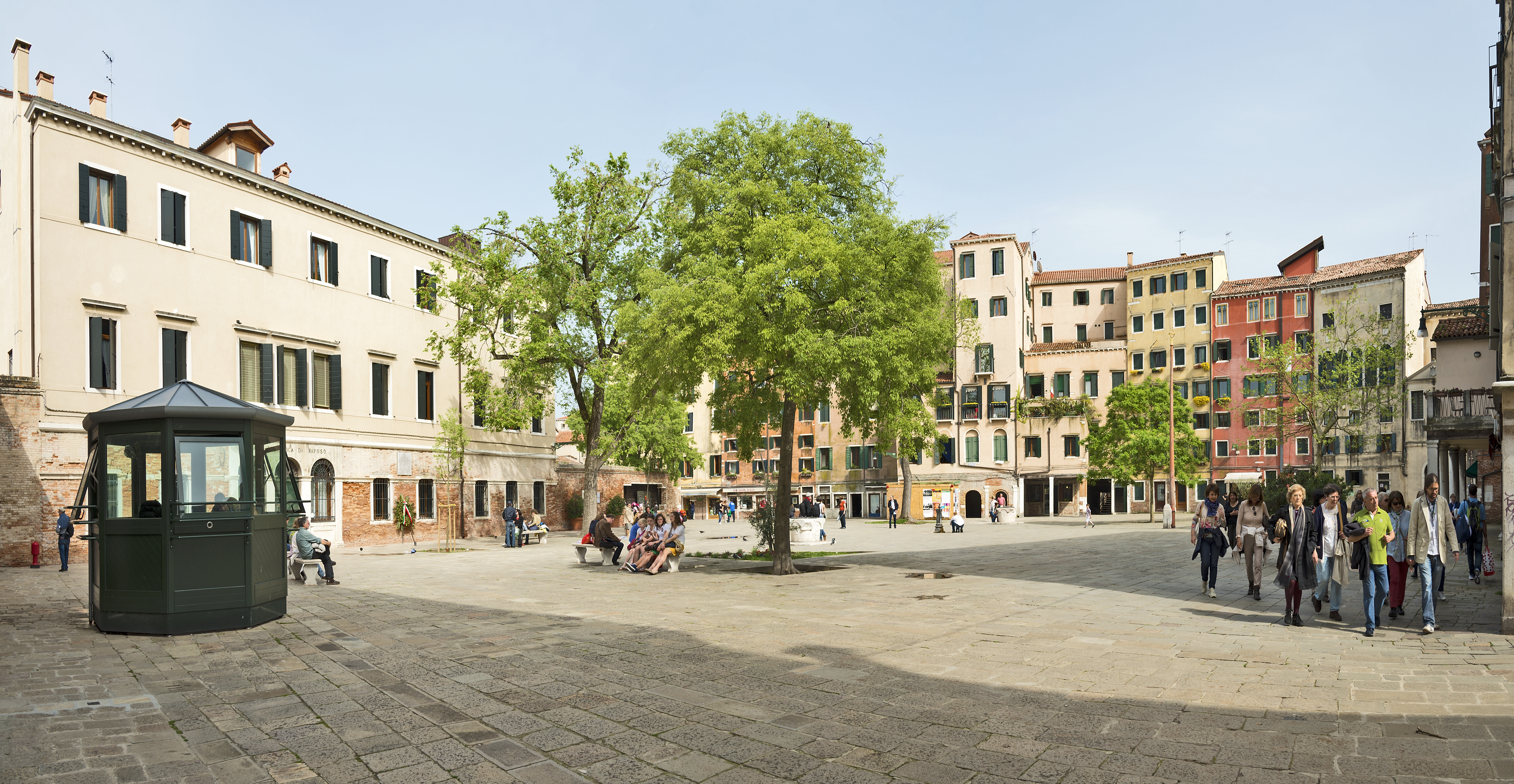
Campo del Ghetto Novo
Campo San Geremia
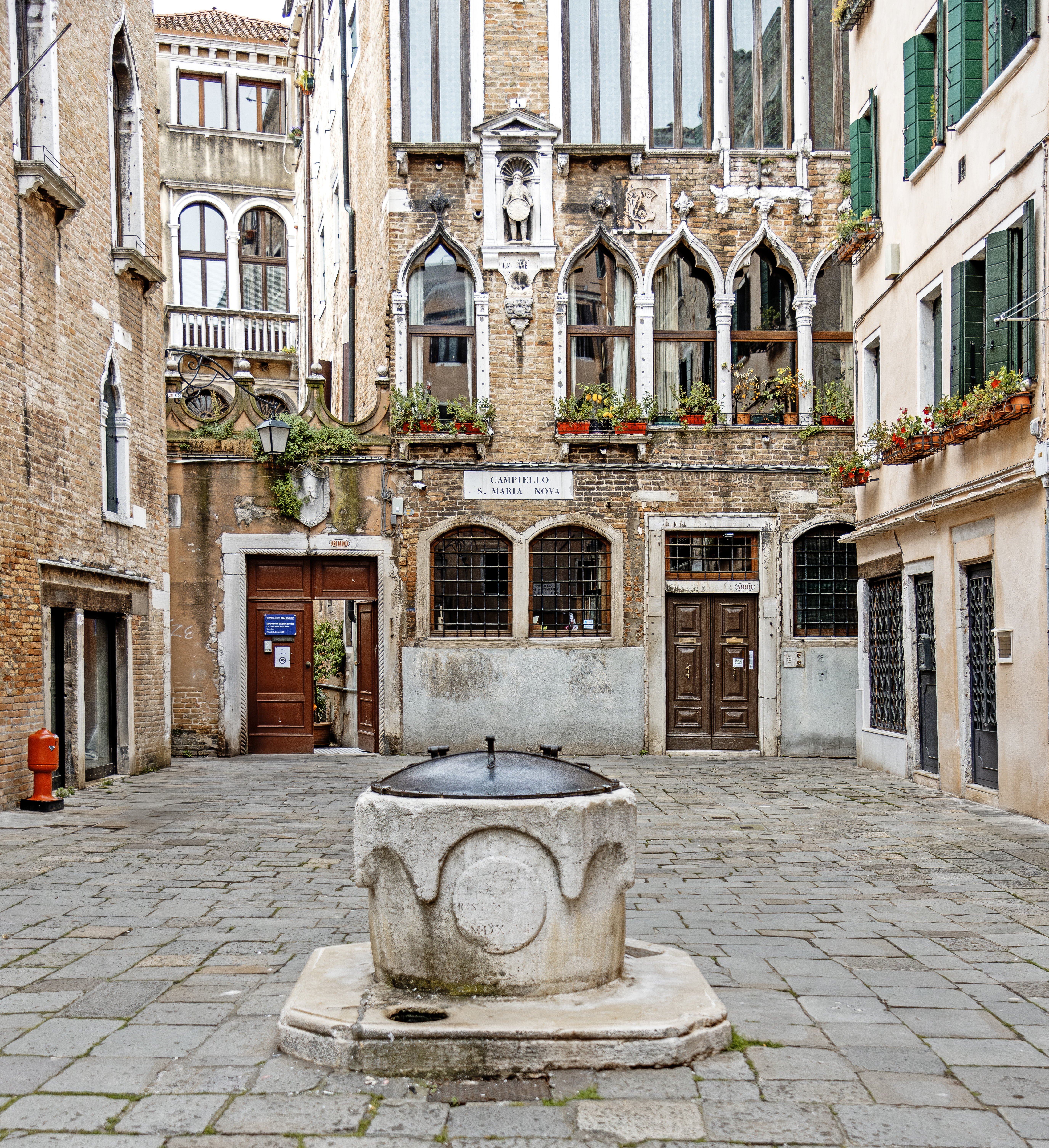
Campiello Sta. Maria Nova

- Campo Sant'Alvise
- Campo dei Gesuiti
- Campo del Ghetto Novo
- Campo San Geremia
- Campiello Sta. Maria Nova

### Castello

Campo Santa Maria Formosa
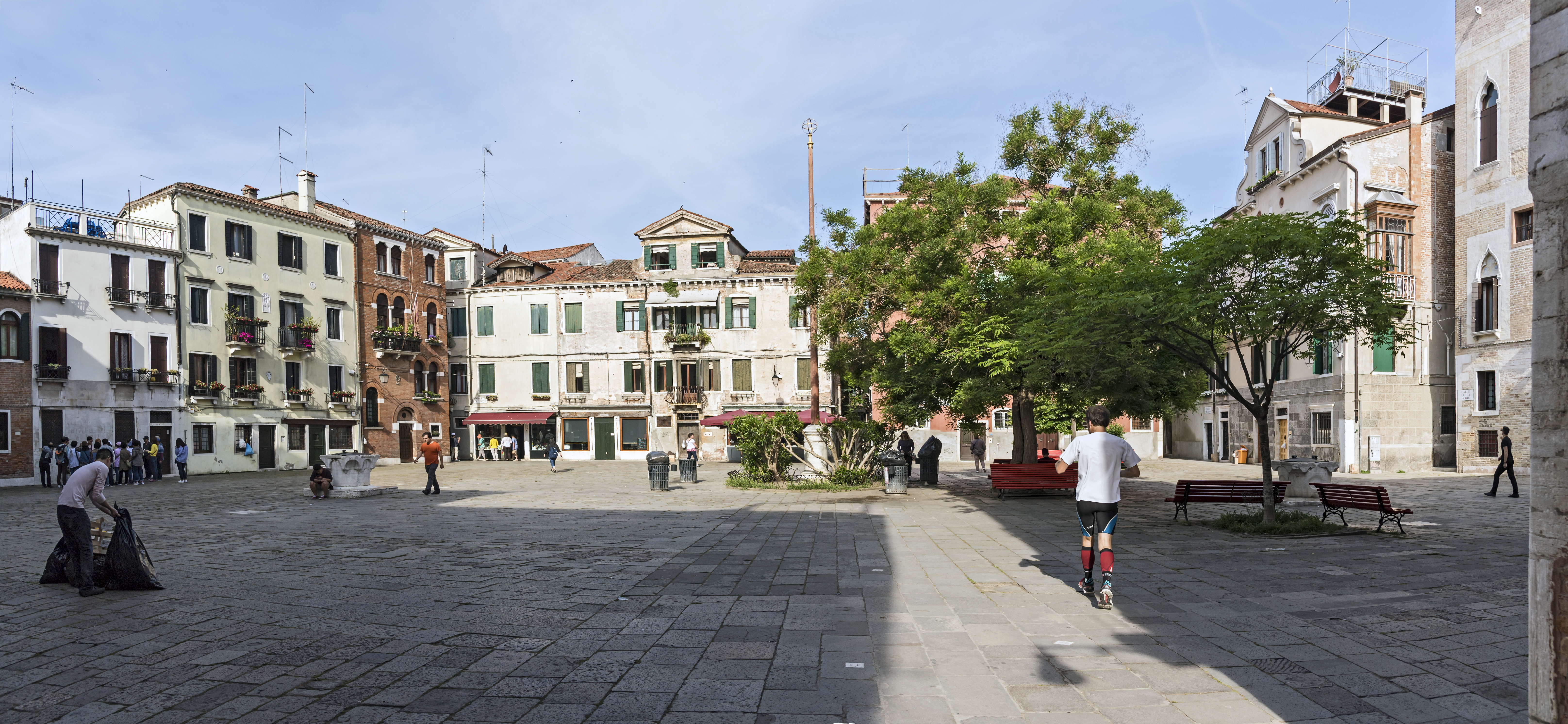
campo Bandiera e Moro
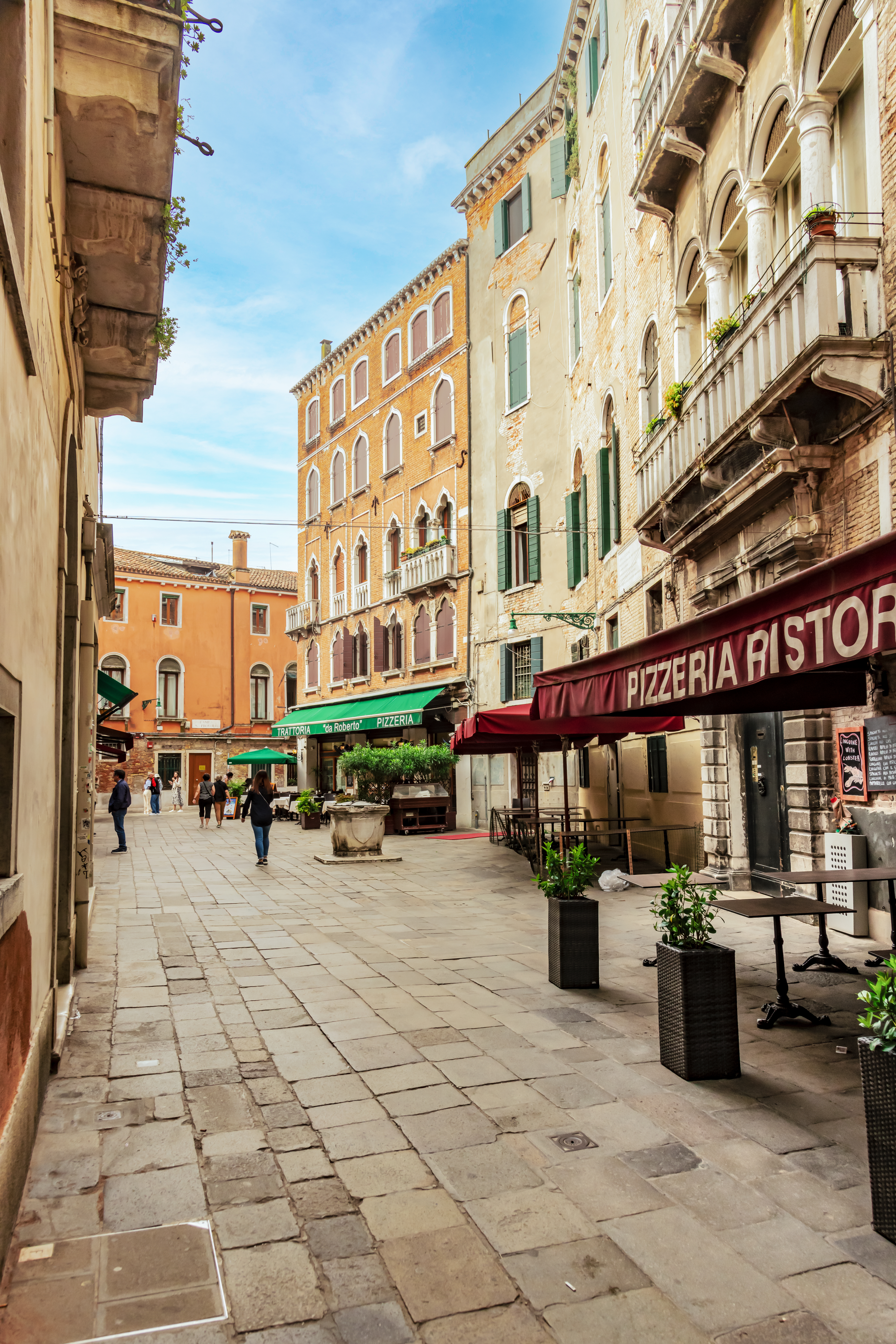
Campo Santa Marina
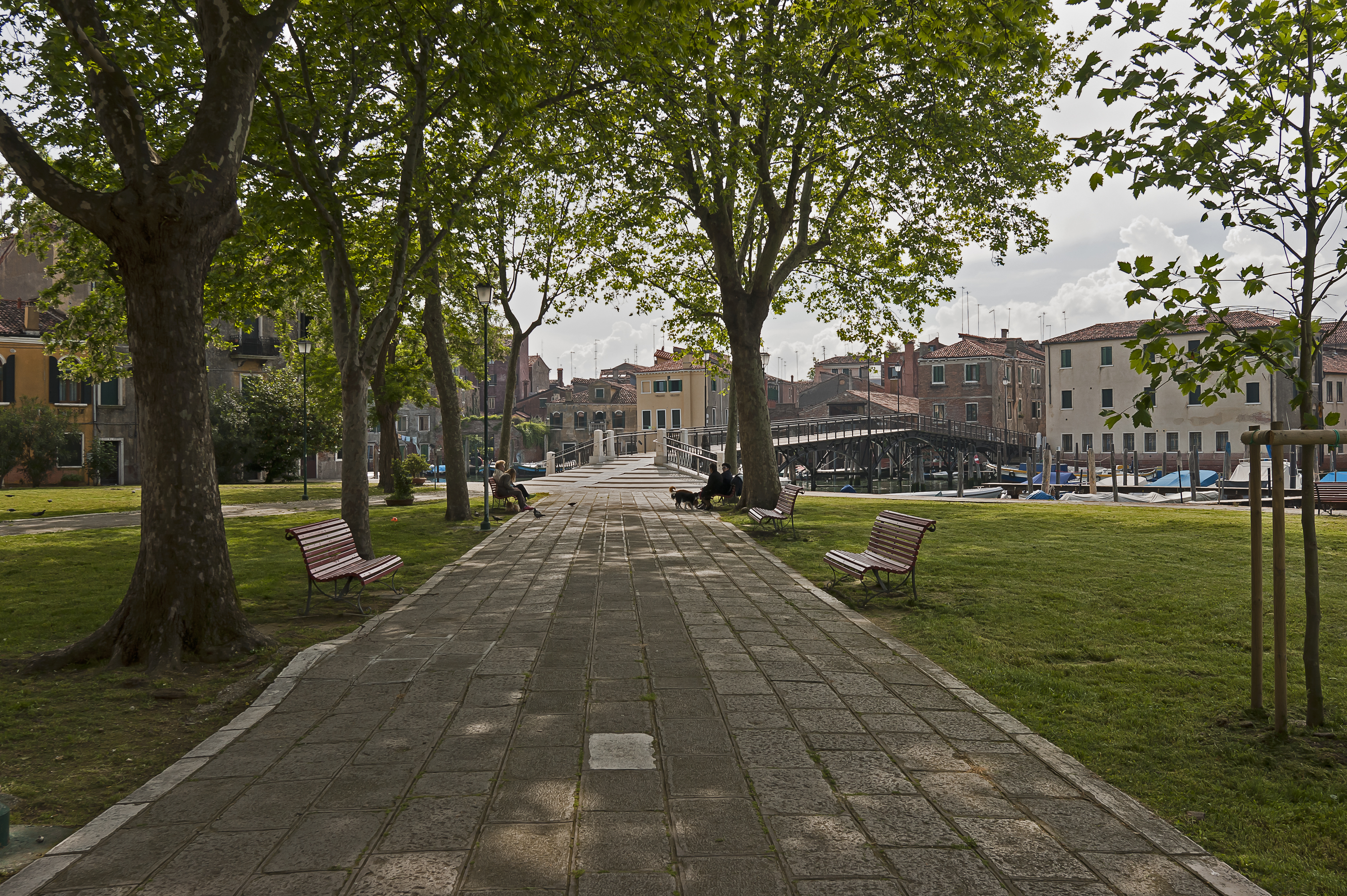
Campo Santi Giovanni e Paolo
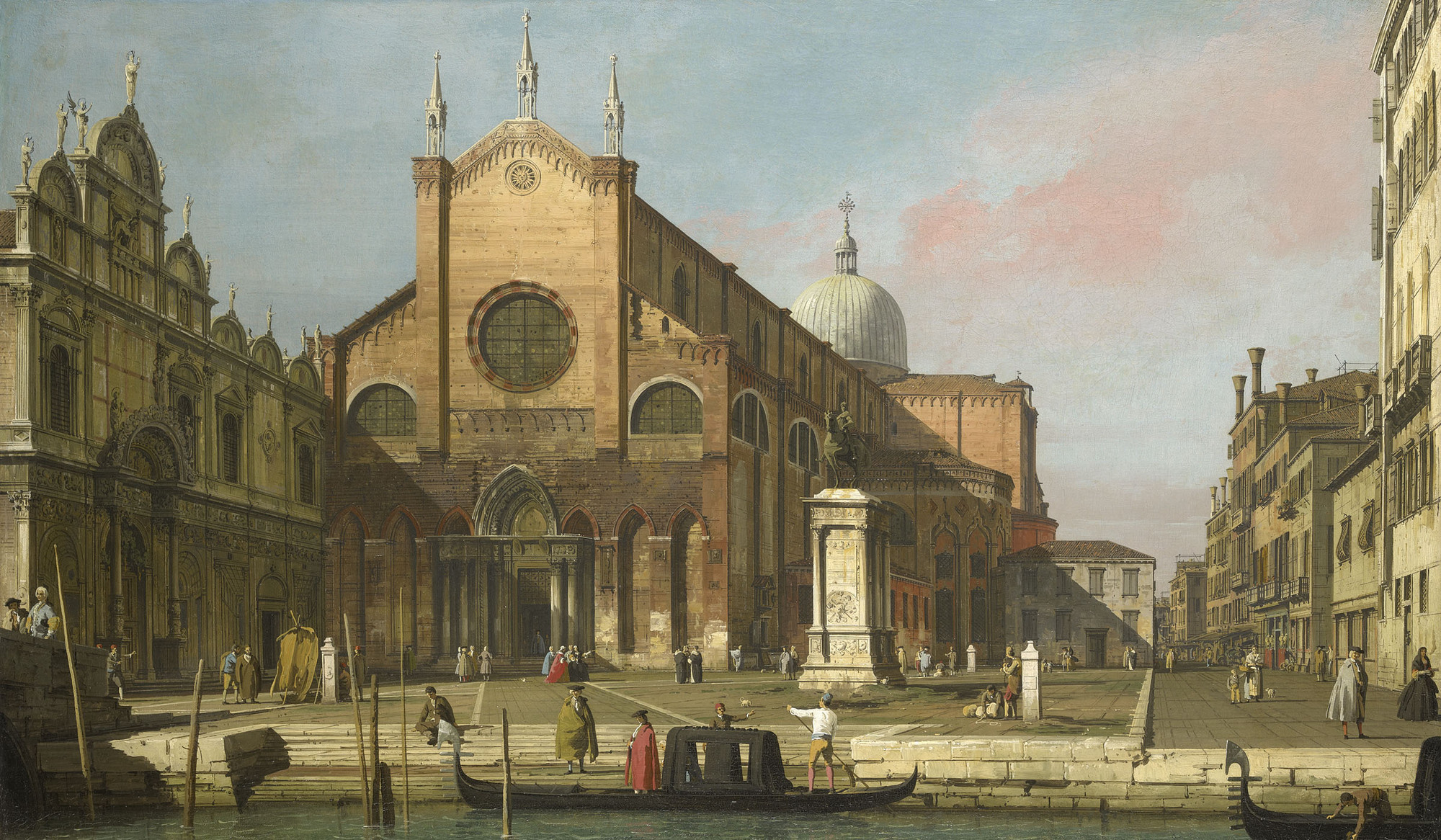
Campo San Pietro di Castello
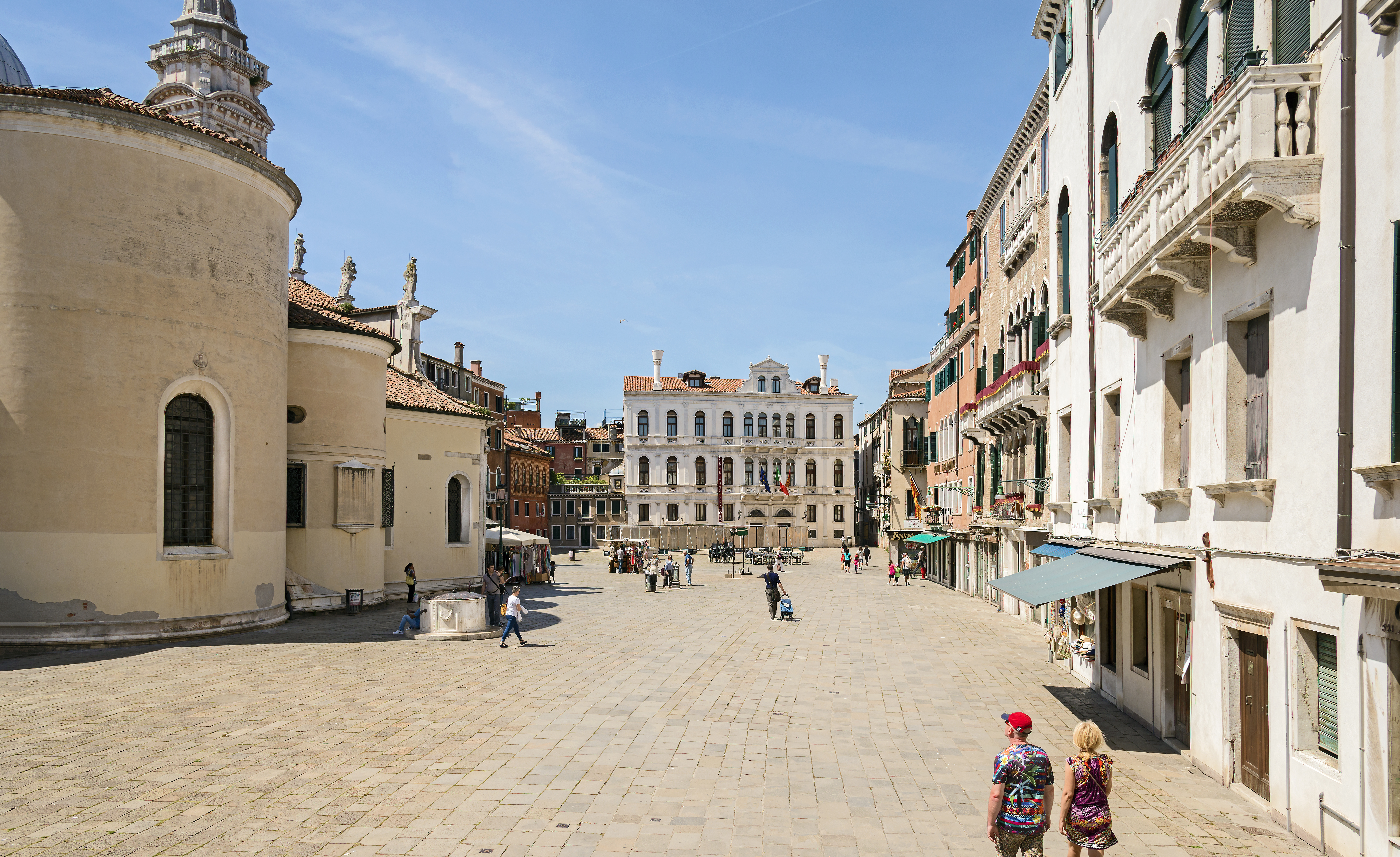
Campo San Provolo

- Campo Santa Marina
- Campo Bandiera e Moro
- Campo San Provolo
- Campo San Pietro di Castello
- Campo san Zanipolo, Canaletto
- Campo Santa Maria Formosa

### Dorsoduro

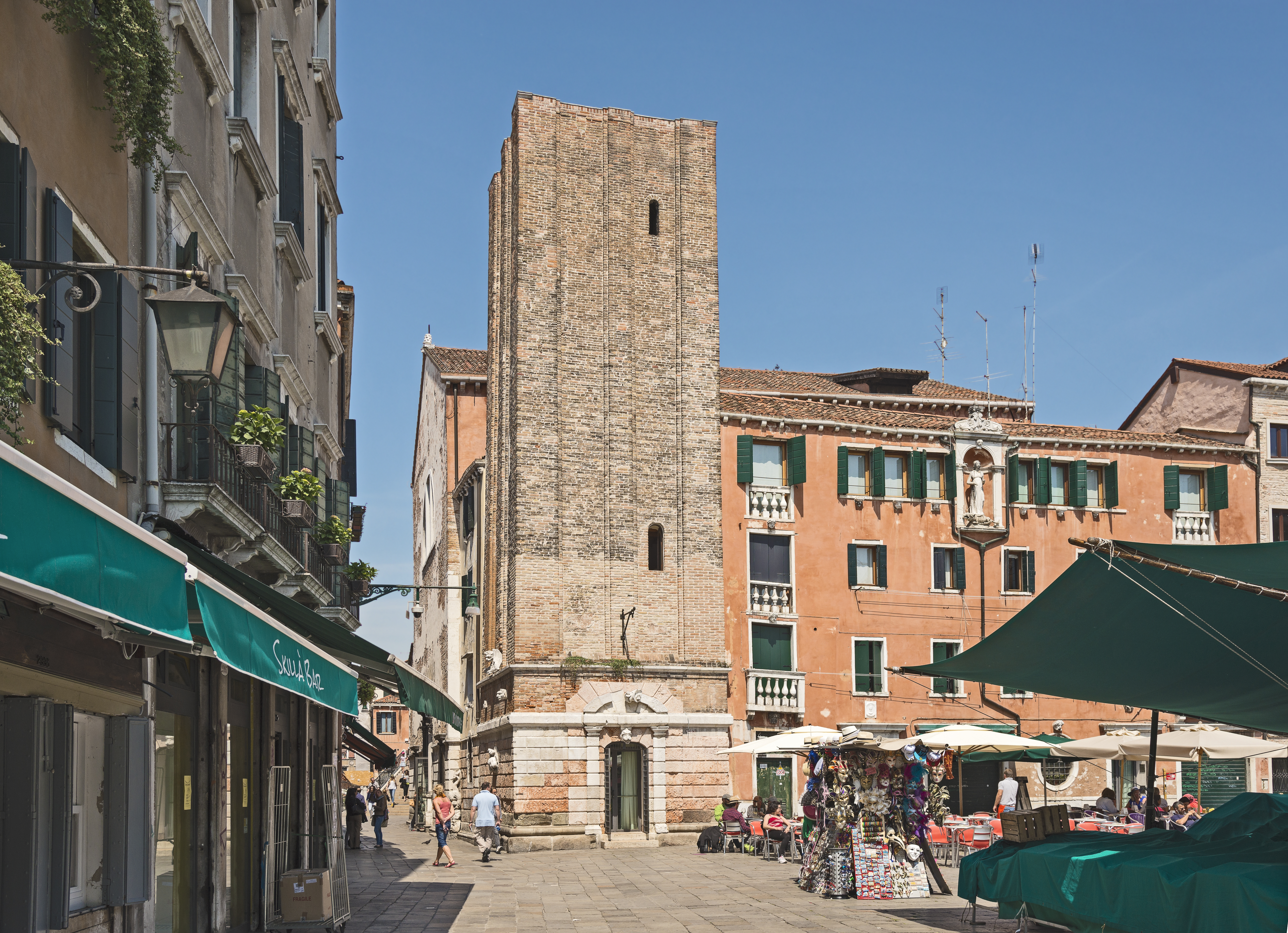
Campo Santa Margherita
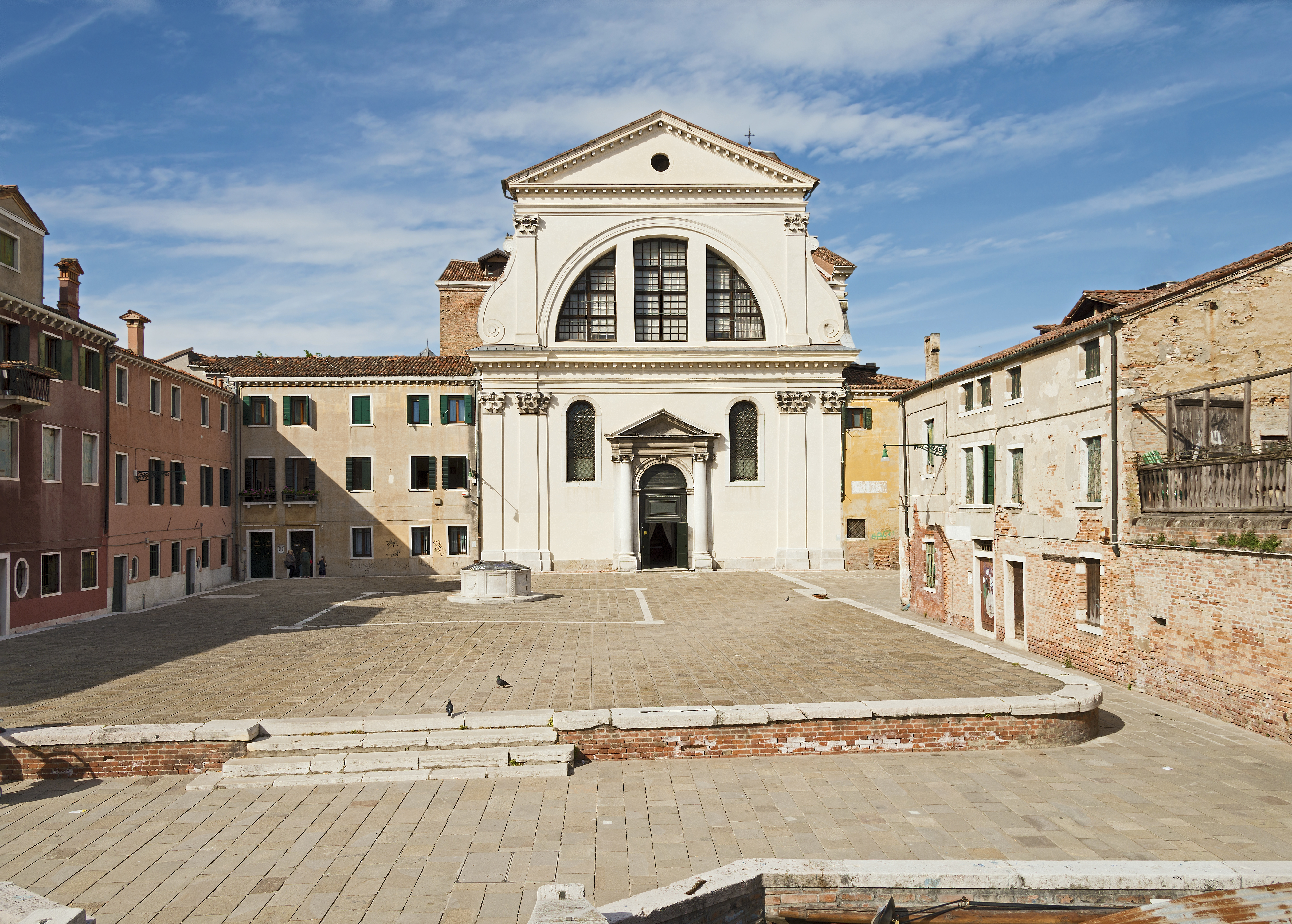
Campo San Trovaso
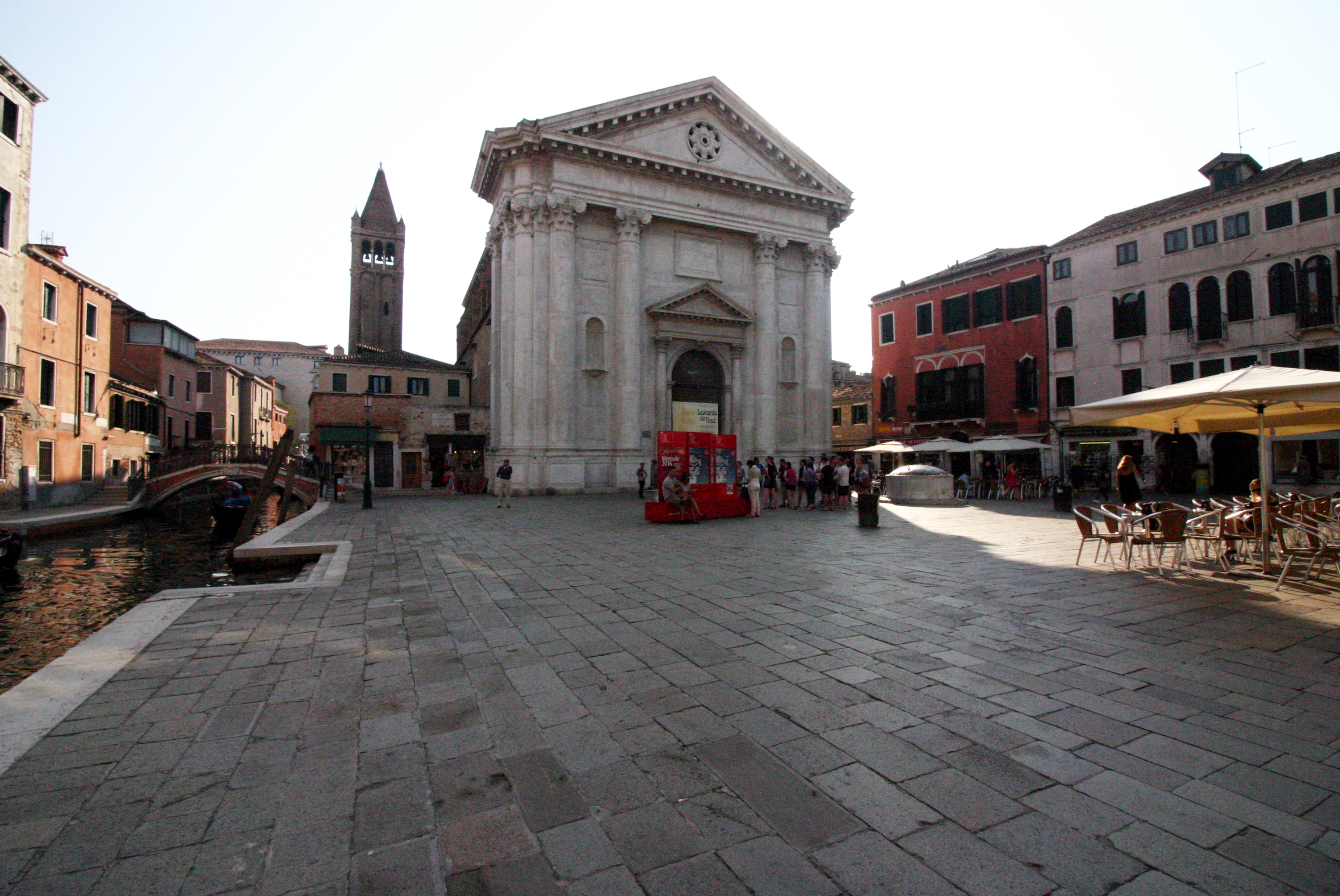
Campo San Barnaba
- Campo dei Carmini
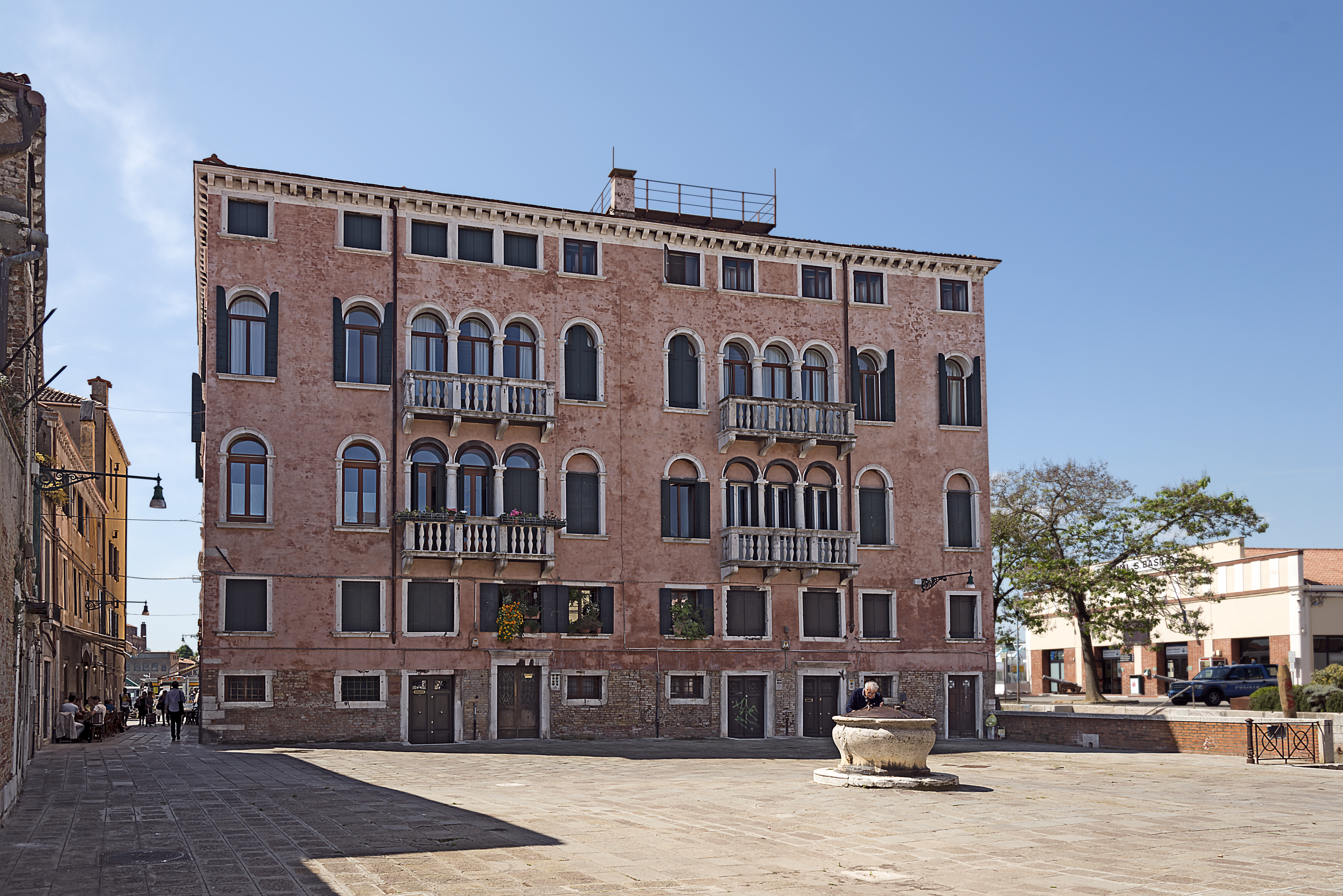
Campo San Basegio
- Campo della Salute (Dorsoduro)

- Campo Santa Margherita
- Campo San Trovaso
- Campo San Barnaba
- Campo San Basegio

### Santa Croce

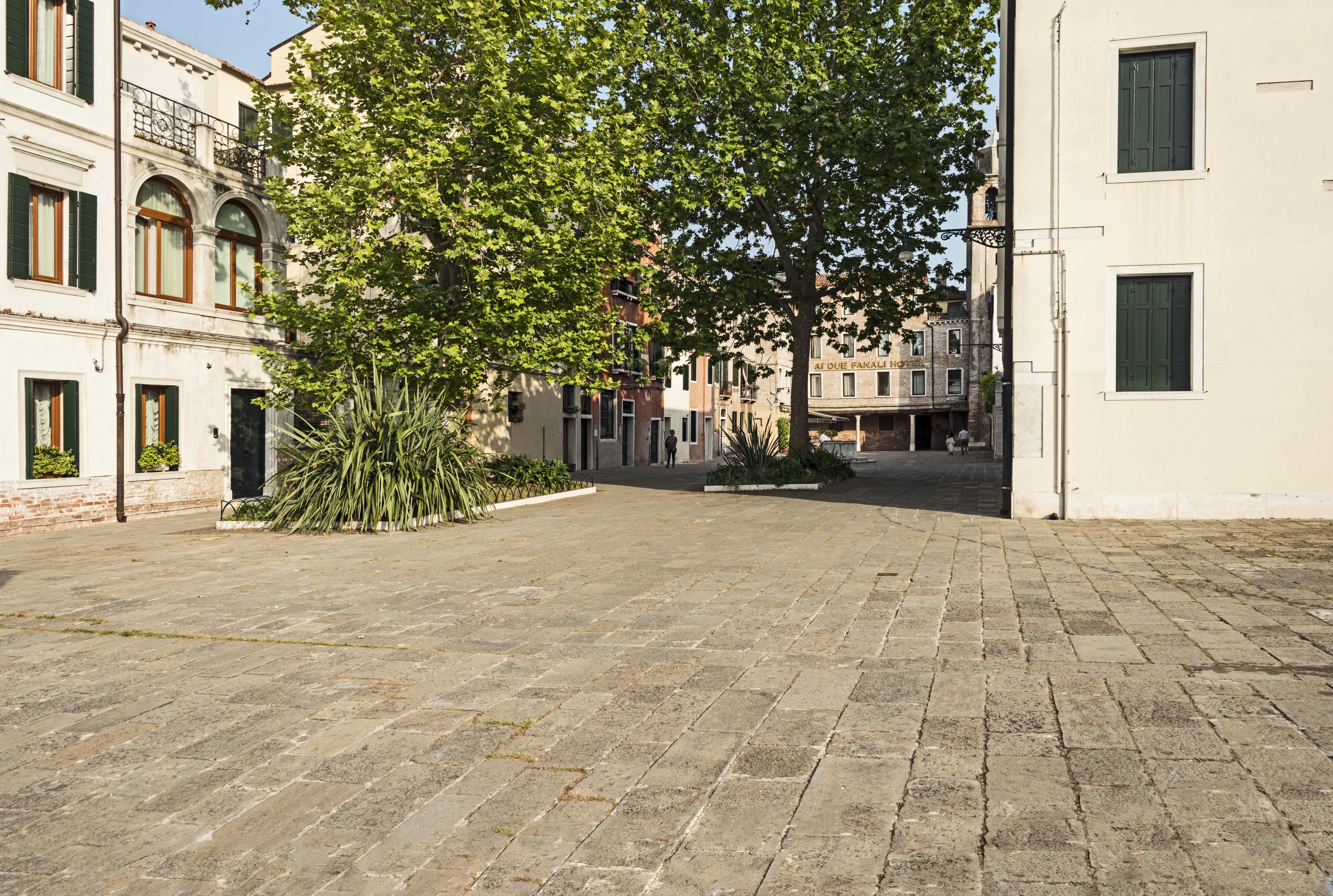
Campo San Simeon Grande
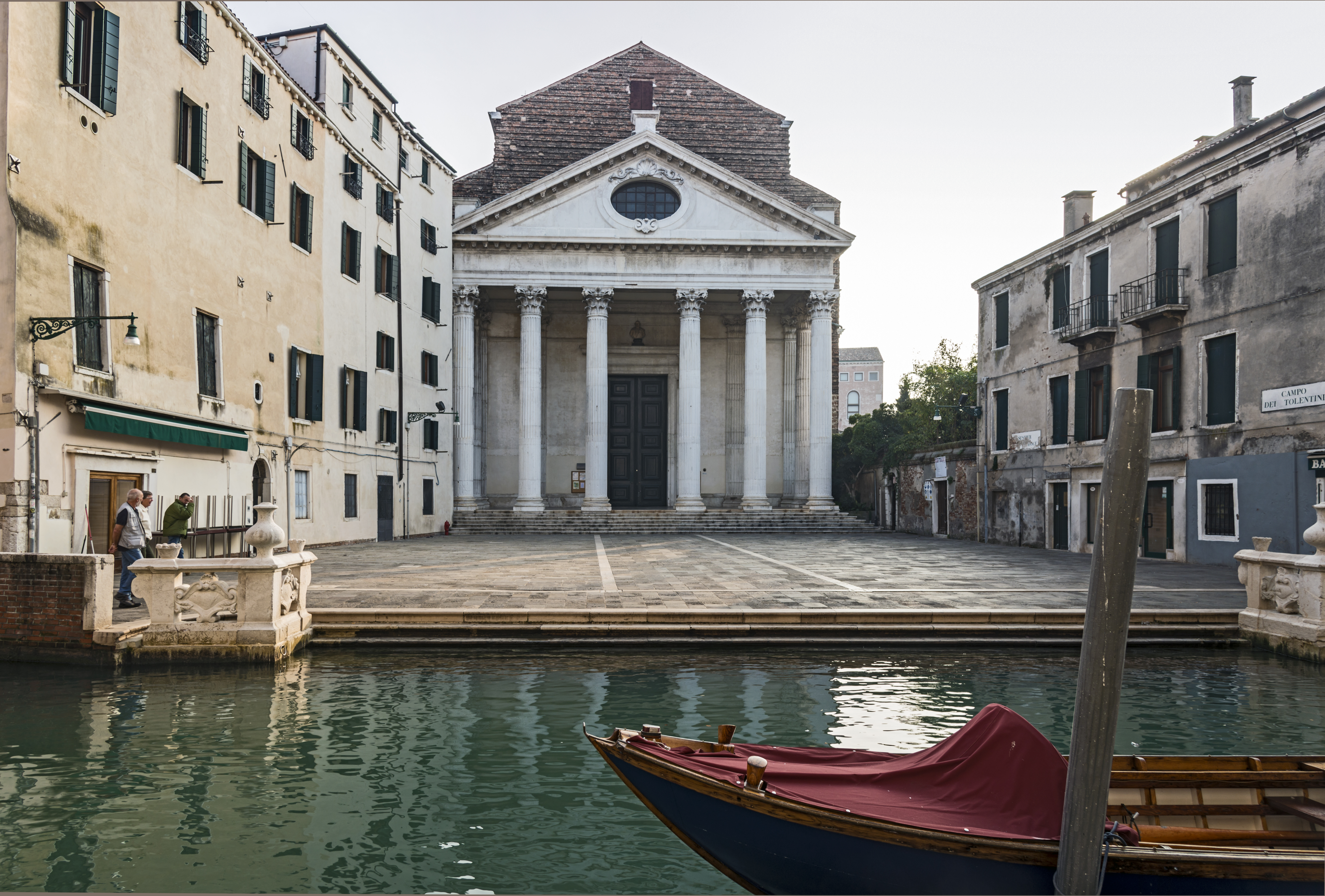
Campo dei Tolentini
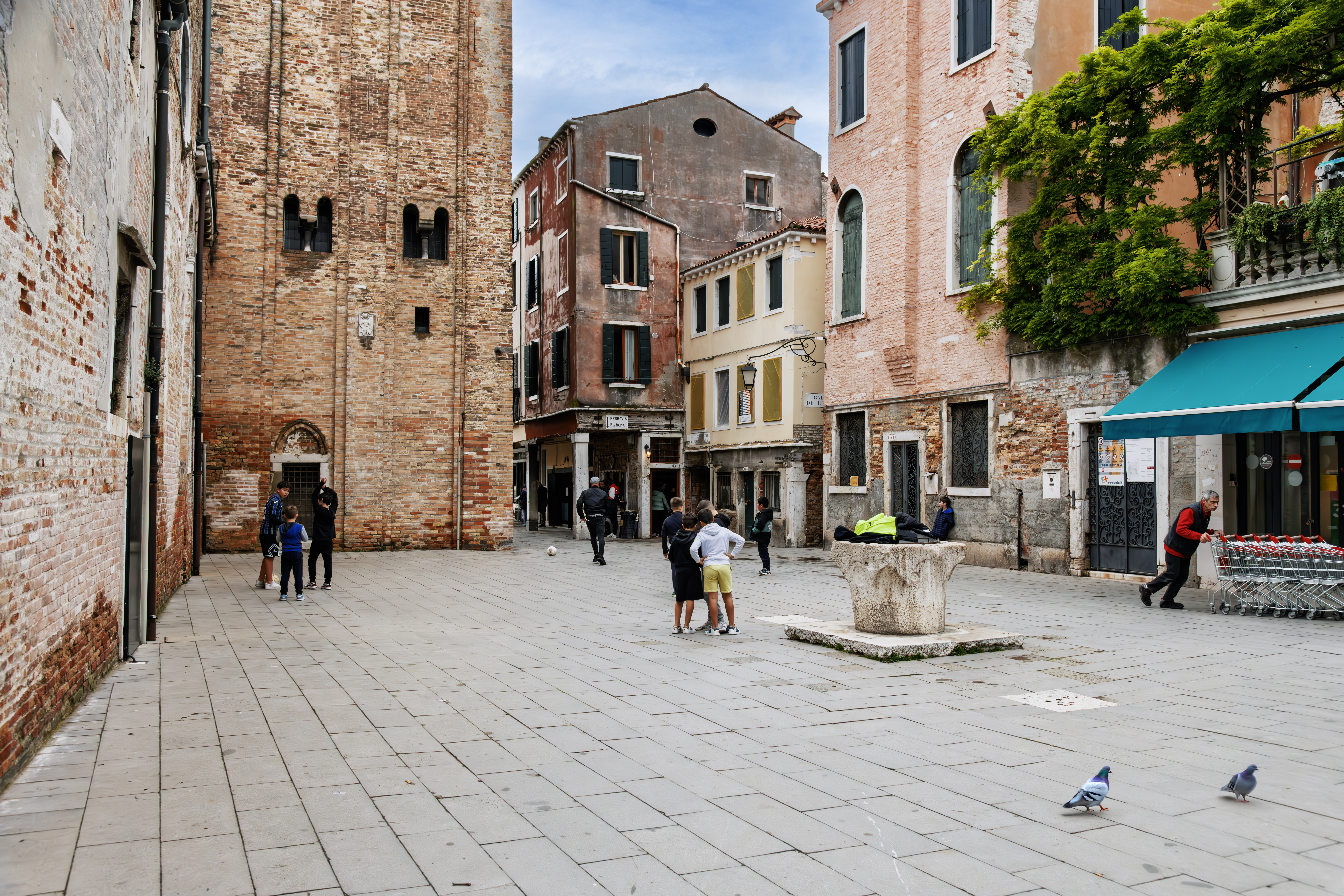
Campo S.Giacomo da l'Orio

- Campo San Simeon Grande
- Campo, rio, et église dei Tolentini
- Campiello del Piovan vu depuis le Campo S.Giacomo da l'Orio

### San Marco

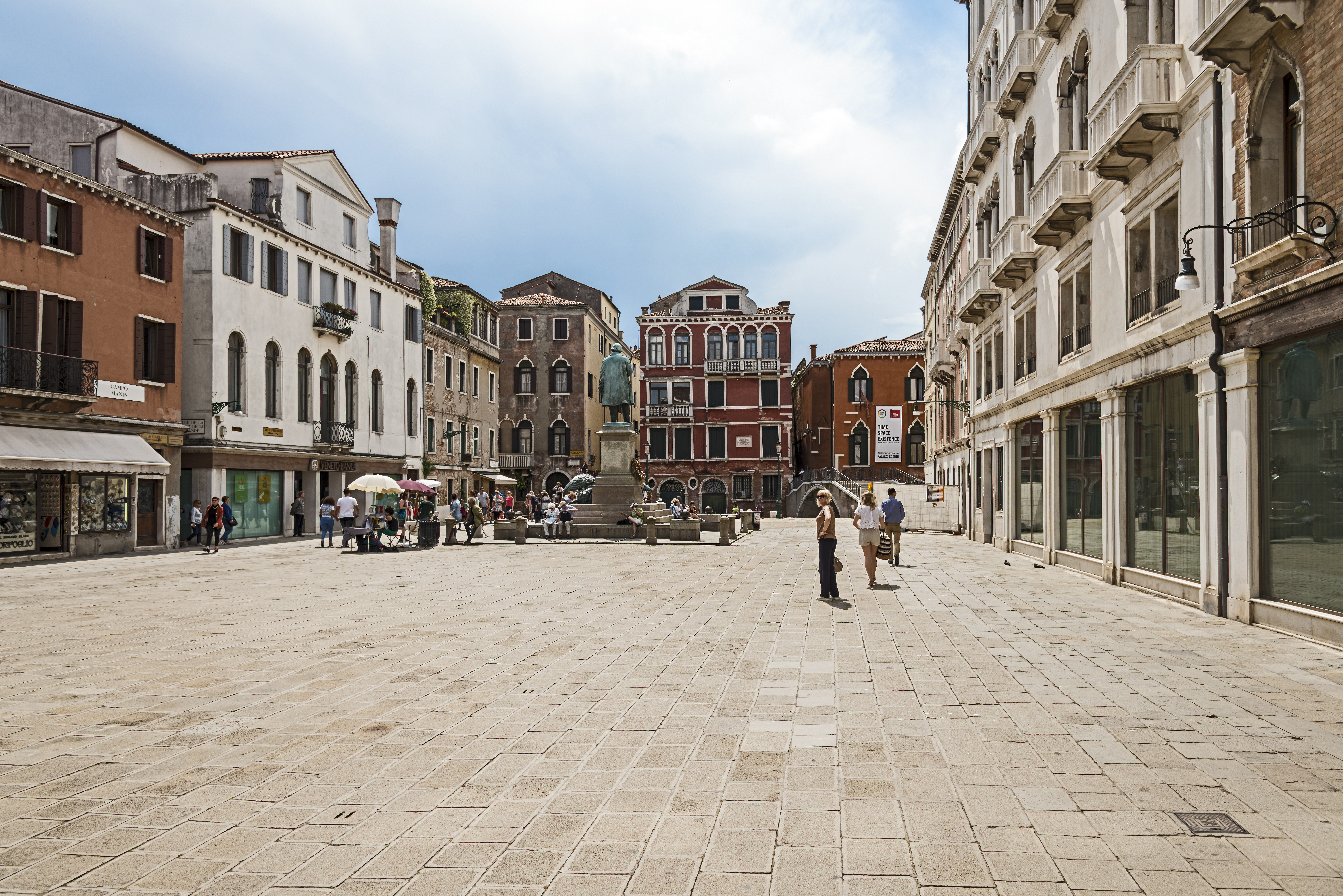
Campo Manin
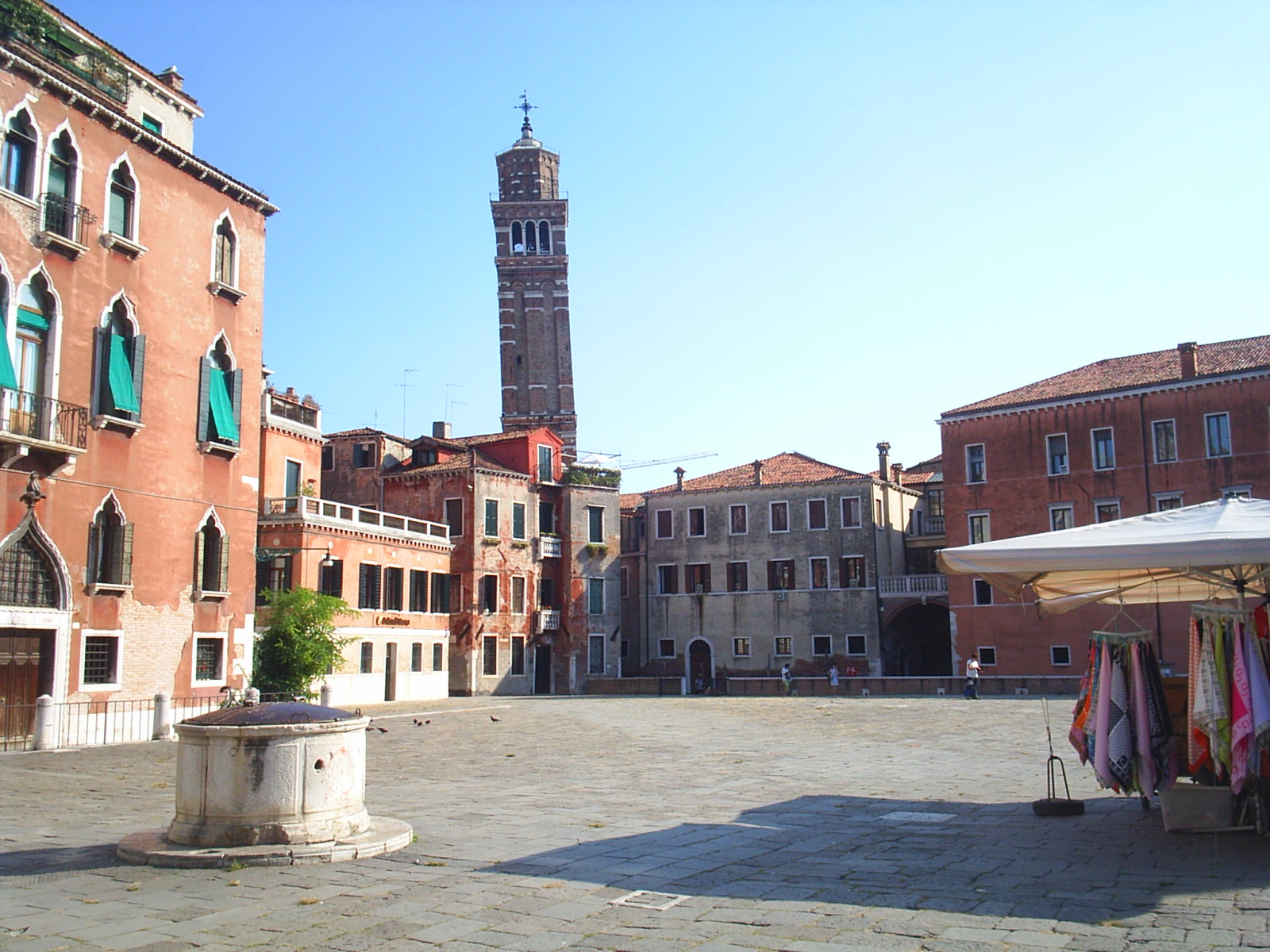
Campo Sant'Angelo
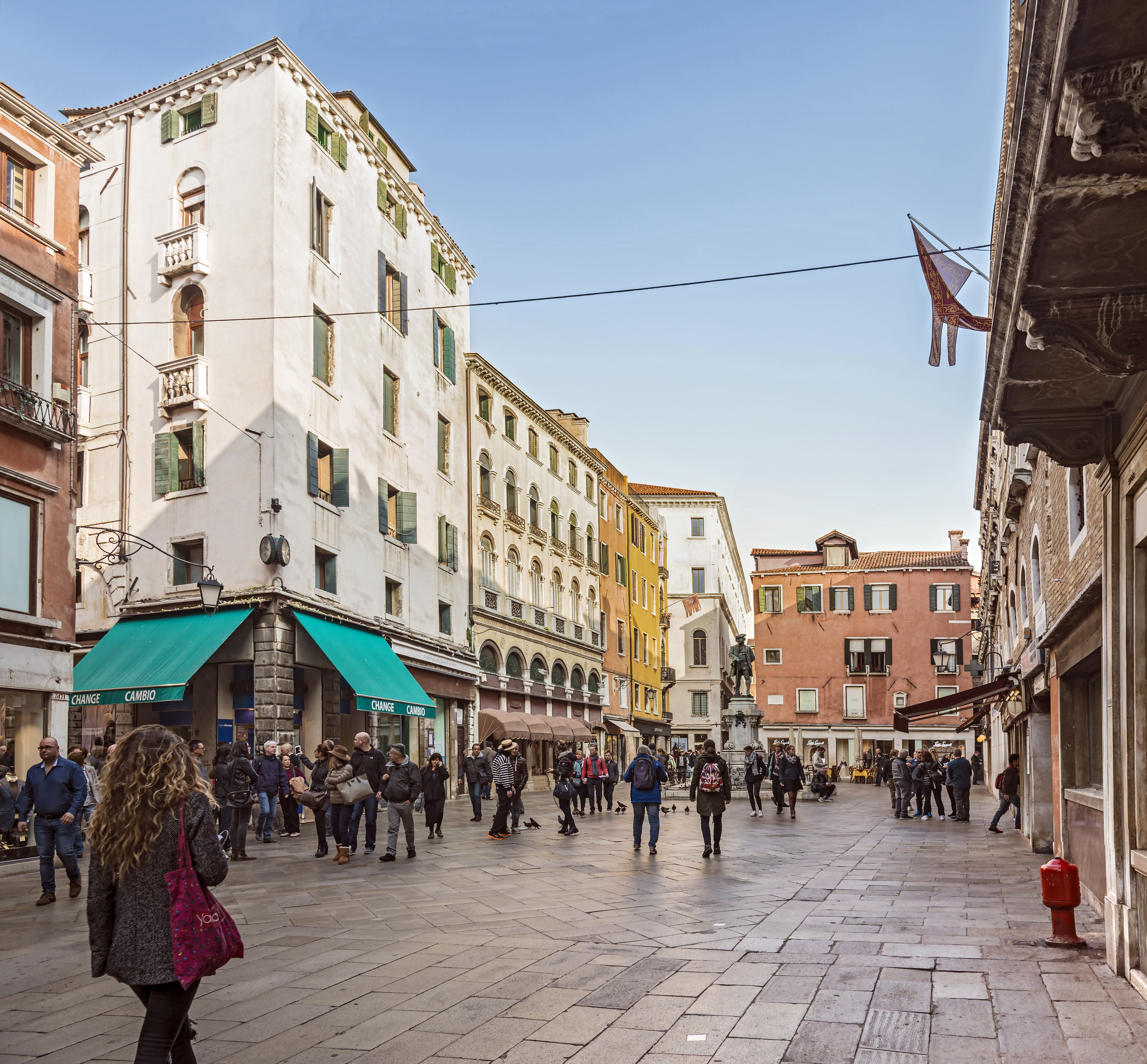
Campo San Luca
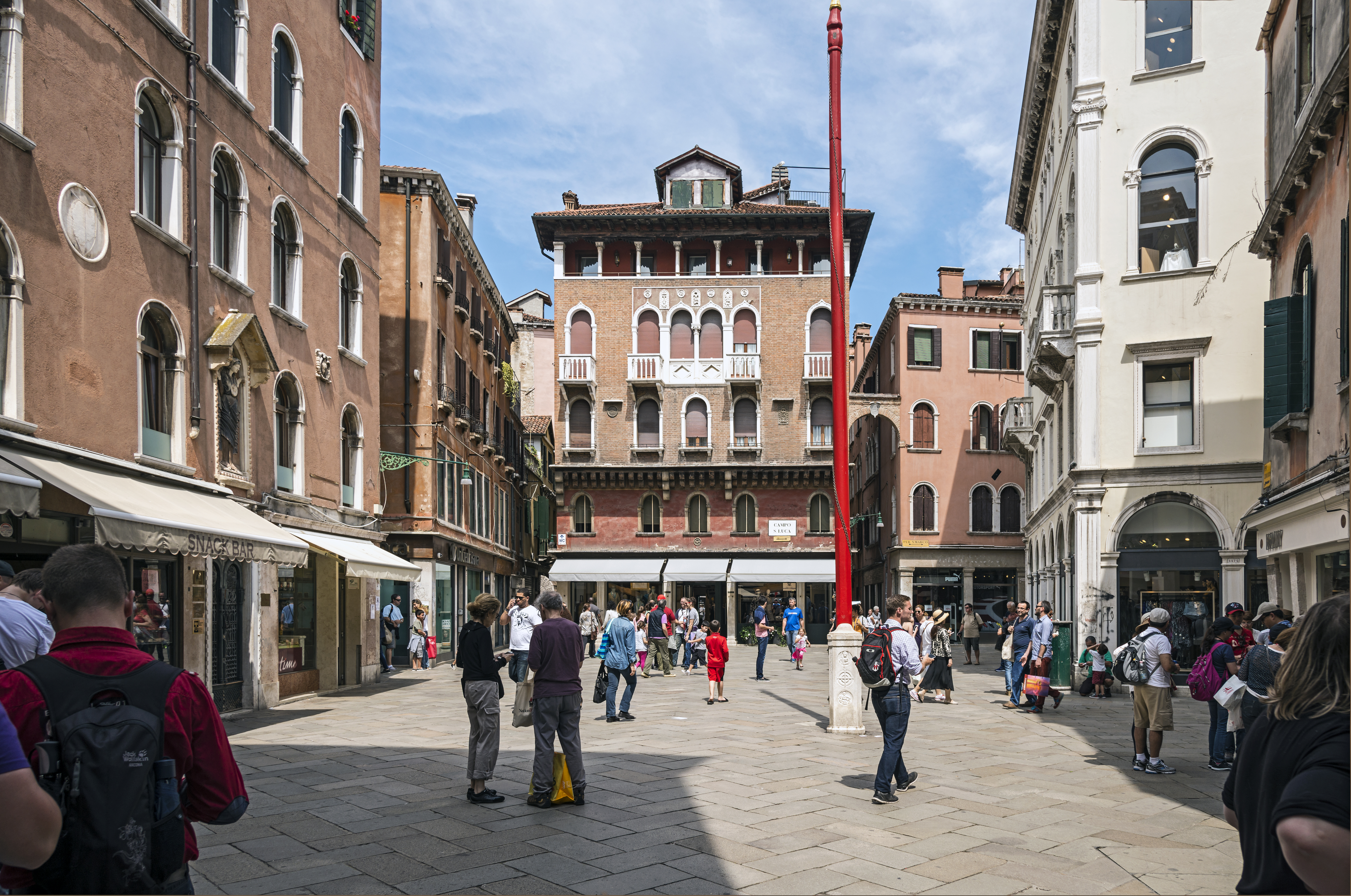
Campo Santo Stefano
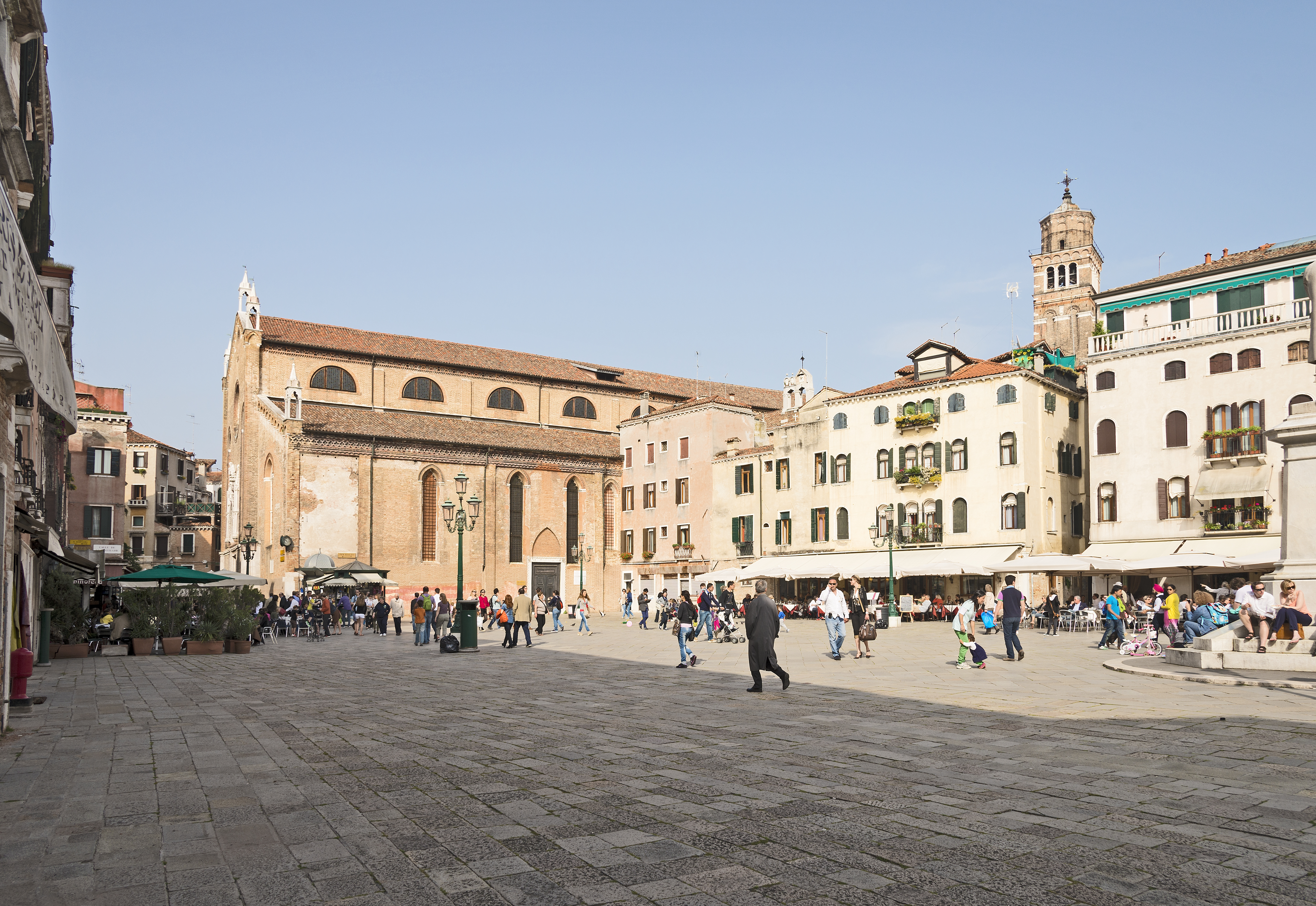
Campo San Bartolomeo
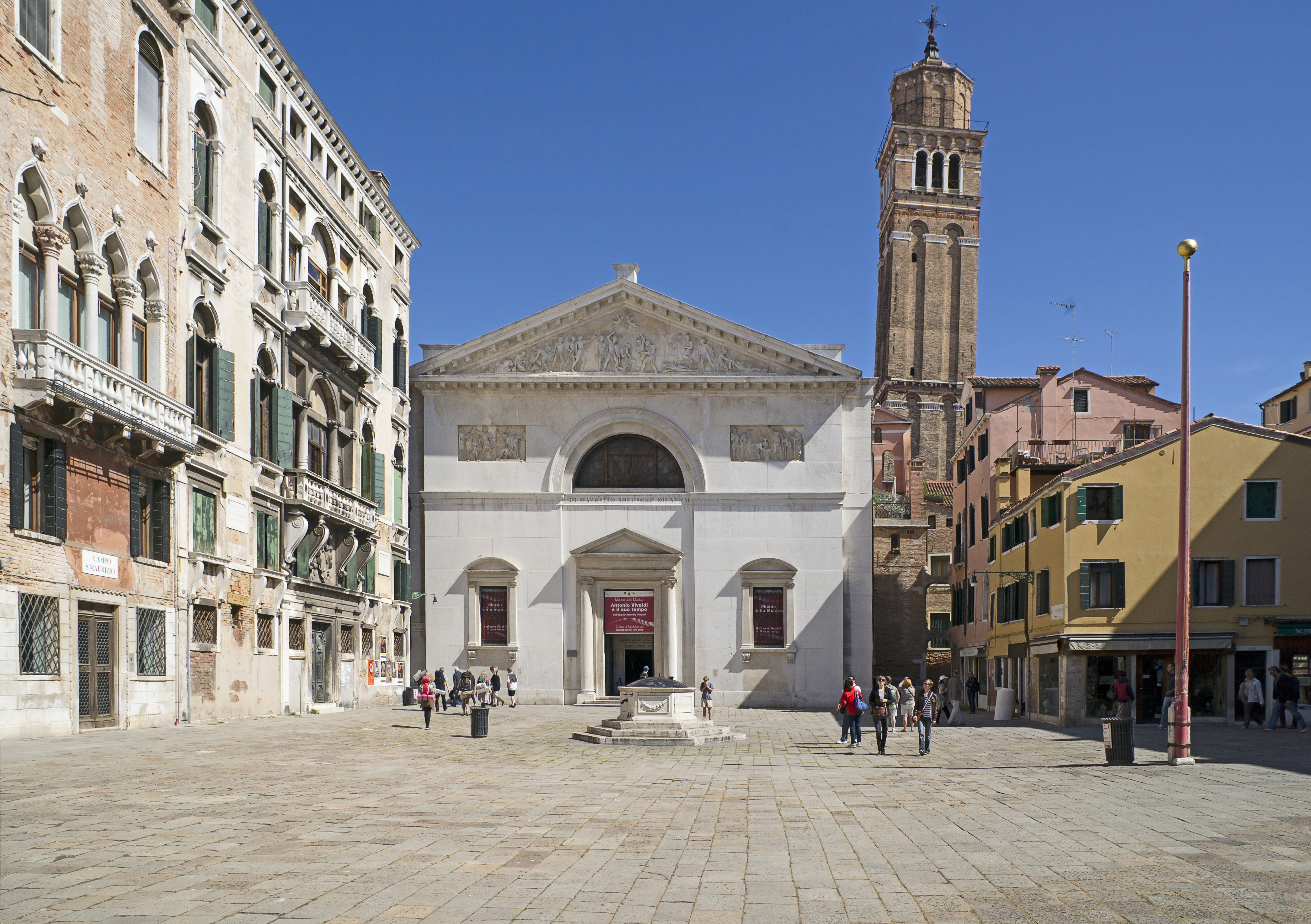
Campo San Maurizio

- Campo Manin
- Campo Sant'Angelo
- Campo San Bartolomeo
- Campo San Luca
- Campo Santo Stefano
- Campo San Maurizio

### San Polo

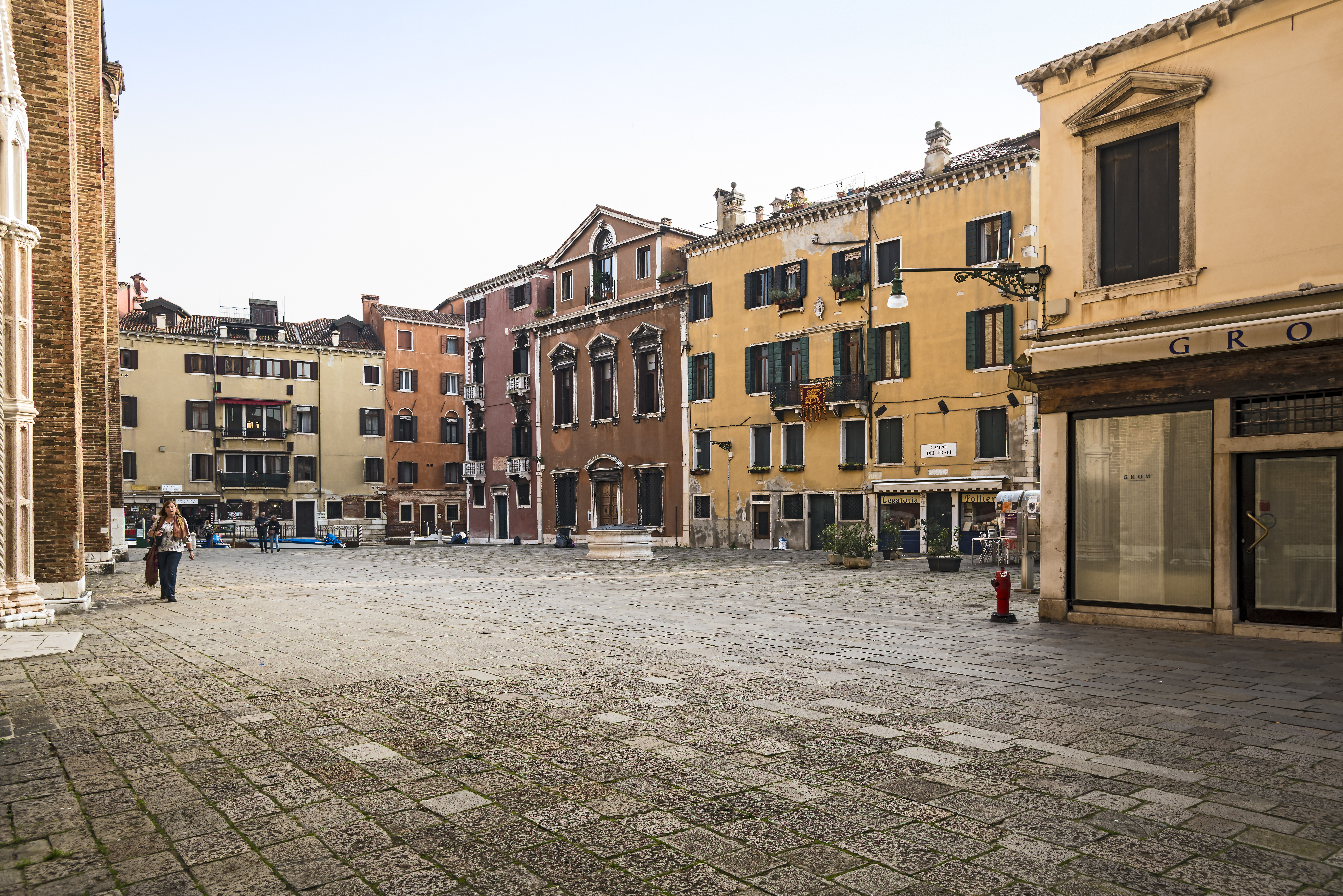
Campo dei Frari
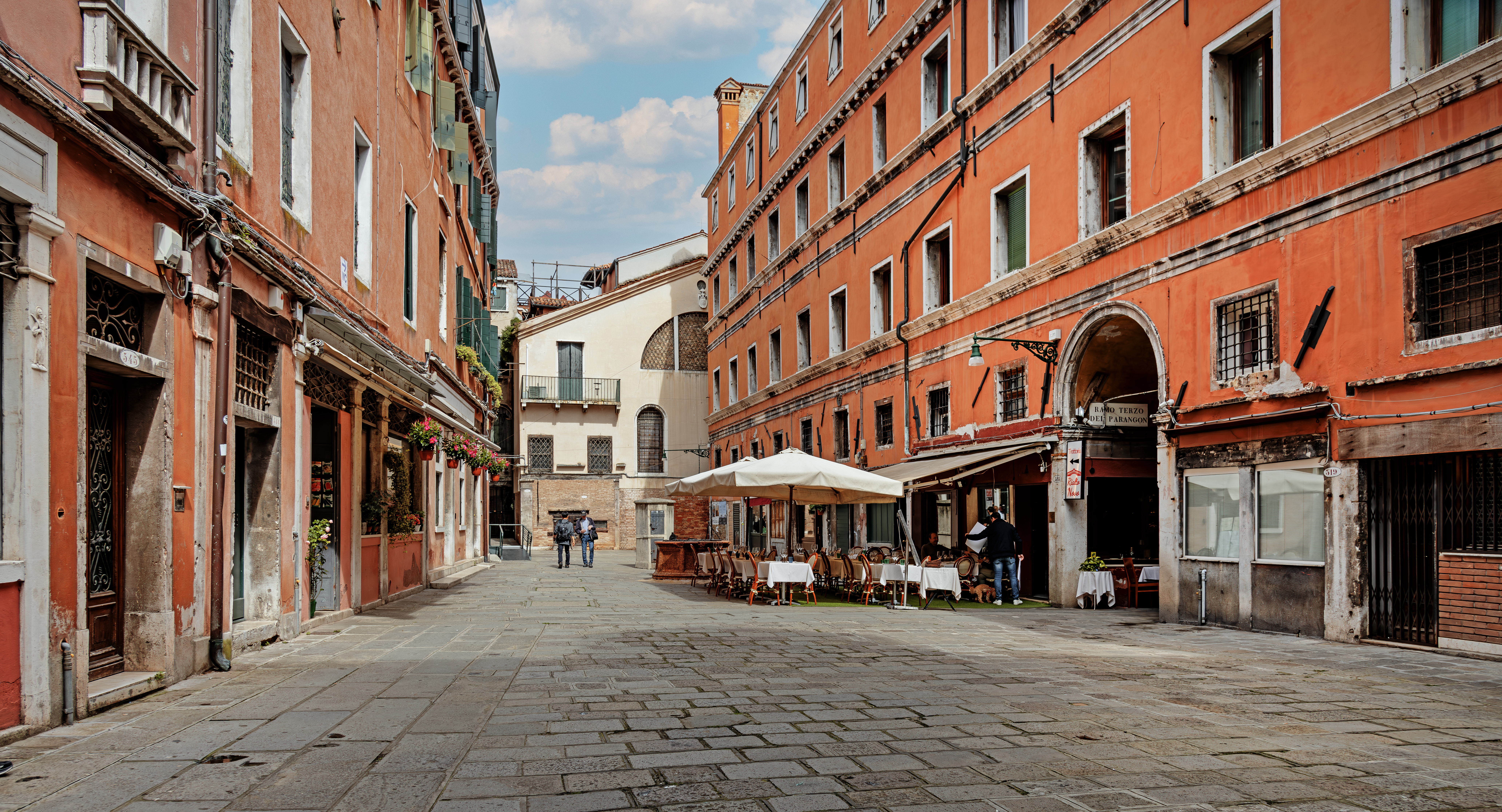
Campo San Polo
Campo Rialto Novo
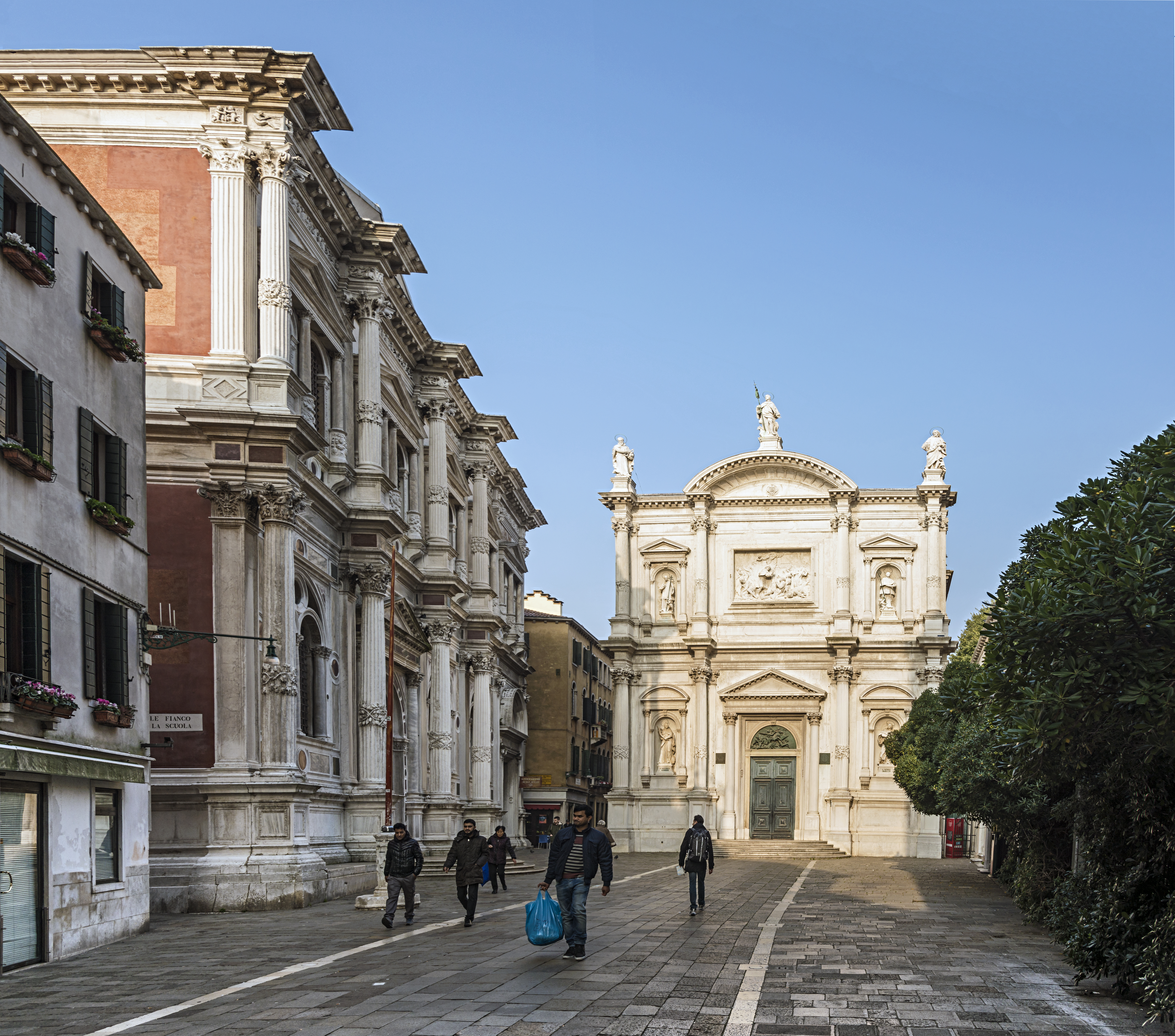
Campo San Rocco
Campo San Stin
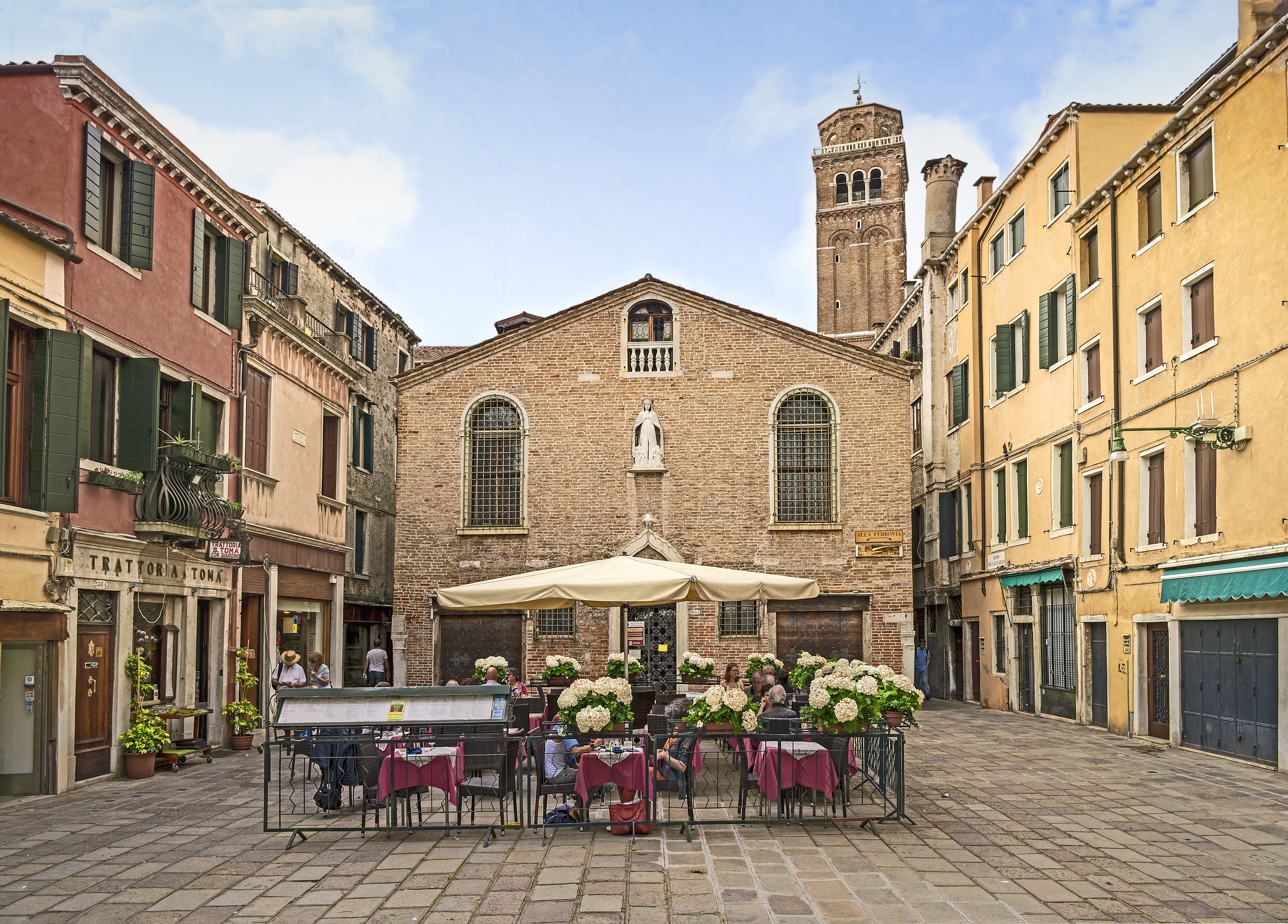
Campo San Tomà

- Campo dei Frari
- Campo Rialto Novo
- Campo San Polo
- Campo San Rocco
- Campo San Stin
- Campo San Tomà